# Teruntung
Teruntung is een bestuurslaag in het regentschap Muko-Muko van de provincie Bengkulu, Indonesië. Teruntung telt 1714 inwoners (volkstelling 2010).